# Убиство Комтура
Убиство Комтура је јапански роман аутора Харукија Муракамија. У Јапану је изашао из штампе 2017. године у два дела. У САД је изашао роман у једном делу и превео је на енглески језик Филип Габријел 2018. године. На српском језику је превела Наташа Томић 2018. године када је и изашао роман у два дела: Идеја се указује и Метафора се креће. 

## Радња романа
Протагониста је неименовани сликар портрета кога супруга оставља на почетку књиге. Тужан, напушта сликање портрета и одлази на дуго путовање. Усред свог путовања он среће нервозну жену у ресторану која као да бежи од некога. Протагониста сумња да бежи од човека који седи у њиховој близини док једу. Протагониста овог човека назива човеком са белим Субару Форестером. Жена и протагониста на крају одлазе у хотел и имају насилан секс. Следећег дана, он се буди и она је већ отишла. Враћа се у ресторан и поново види човека са белим Субаруом и осећа се као да човек тачно зна шта је урадио са нервозном женом у љубавном хотелу.
Путовање главног јунака се завршава када му се ауто поквари. Затим се сели у забачену кућу оца свог пријатеља, Томохико Амаде, познатог сликара који је премештен у старачки дом. Тамо на тавану открива сову која живи у њему и непознату Томохикоову слику, Убиство Комтура, која приказује сцену из опере Дон Ђовани. Почиње да ради као ментор ликовне културе да би састављао крај с крајем у селу. У међувремену, богати комшија, Ватару Меншики, нуди му веома велику суму новца да наслика његов портрет, на шта он на крају пристаје. На крају ствара портрет другачији од било ког који је раније радио и то га инспирише да започне портрет човека са белим Субаруом (Ватару Меншики).
Једне ноћи чује звоно звона и замоли Меншикија да му помогне да лоцира извор звука. Звук звона допире из гомиле тешких стена иза светилишта у шуми. Меншики унајмљује грађевинску екипу да уклони стене и они откривају вештачку јаму са добро изграђеним каменим зидовима високим око девет стопа. У јами нема ничега осим звонцета које одзвања. Како њихова веза расте, Меншики открива главном јунаку да је купио кућу како би шпијунирао младу тинејџерку Марије Акигаву, за коју претпоставља да је његова ћерка. У међувремену, извор звоњаве – „Идеја“ – открива се главном јунаку као 60 цм висока, наизглед од крви и меса, копија лика Комтура са Томохикове слике. Комтур и протагониста посећују Меншикијеву кућу да би видели његов тек завршени портрет (иако Меншики не може да види Комтура). Меншики затим захтева да протагониста наслика портрет Марије, која је ученица његовог часа уметности, како би Меншики могао да је „случајно“ сретне. Протагониста почиње да слика Марију и такође почиње да слика јаму. Престаје да ради на слици човека са белим Субаруом, осећајући да је портрет веома злокобан. На крају поставља слику човека са белим Субаруом уза зид тако да је донекле скривена од погледа. Меншики навраћа током једне од сеанси сликања са Маријом, и убрзо ступа у везу са Маријином тетком (која се побринула за њу након изненадне смрти њене мајке од уједа стршљенова и прати сликање). У међувремену, Марија нестаје (касније се открива да је постала сумњичава према Меншикију и да је провалила у његову кућу, али четири дана није могла да напусти његову кућу неоткривена.)
Очајнички покушава да пронађе тинејџерку и осећајући да је њен нестанак повезан са јамом, протагониста тражи од Комтура да му каже где се она налази. Он му каже да је као идеја ограничен у ономе што може да каже. Још додаје да мора да прихвати следећи позив који добије без обзира на све и да то може, али не мора да доведе до трага о томе где се Марија налази. Протагониста прихвата позив да упозна Томохико Амаду у старачком дому. На крају поново игра сцену са Томохикове слике, убијајући минијатурног Комтура рибарским ножем. Једном када убије Комтура, Дуго лице (још један лик са слике) отвара врата у други свет, а протагониста путује у метафорички подземни свет како би спасио Марију. Након што је изашао из подземља, он је неколико дана заробљен у јами и Меншики га спасава. Девојка је у стању да неоткривена побегне из куће. На крају главни јунак књиге мири се са својом отуђеном супругом, која је трудна и са којом се није физички срео годину дана.

## Цензурисање
У Хонг Конгу, књига је класификована од стране Трибунала за непристојне чланке Хонг Конга под „Класа 2 – непристојно“. Према таквој класификацији, издавач не сме да дистрибуира књигу особама млађим од 18 година и мора бити запечаћена одштампаним упозорењима на предњој и задњој корици. Јавним библиотекама није дозвољено да позајмљују књигу особама млађим од 18 година. Након класификације, књига је такође уклоњена са полица Сајма књига у Хонг Конгу.
Јавност је одговорила петицијом коју је креирала помоћу Гугл формулара и објавила на Фејсбуку група „Кућа књижевности ХК“, коју су заједно написале 24 групе. У петицији се наводи да ће та одлука „нанети срамоту становницима Хонг Конга“ и упозорава да би могла да нашкоди међународном угледу градског издавачког и културног сектора. Петиција је 26. јула 2018. године добила 2.100 потписа.

## Критике
Веб локација за прикупљање рецензија Букмаркс известила је да је 36% критичара дало књигу „захвалну” рецензију, док је 14% критичара „померило” књигу. 50% критичара је изразило или „позитивне“ (27%) или „мешовите“ (23%) утиске, на основу узорка од 22 рецензије.
Хари Кунзру из The New York Times-а се осећао као да прича нуди „мистерије које обећавају“, али је постојао „осећај да писац баца много идеја о зид у нади да ће се нешто залепити“ и на крају назива Убиство Комендатора „врећастим чудовиштем“ и „разочарење од писца који може да направи много боље дело“.
Ренди Розентал похвалио је књигу у својој рецензији за Los Angeles Review of Books тако што је написао: „Пишући о метафорама и идејама, звонењем звонцета испод земље и анимирањем мушкарца високог две стопе, тако што су очајничке жеље других упадале у најједноставније планове и још много тога, Мураками нас подсећа да је свет зачаранији него што мислимо."